# Cleora albitrigonis
Cleora albitrigonis là một loài bướm đêm trong họ Geometridae.